# Římskokatolická farnost Kvášňovice
Římskokatolická farnost Kvášňovice je územním společenstvím římských katolíků v rámci sušicko-nepomuckého vikariátu českobudějovické diecéze.

## O farnosti

### Historie
Plebánie byla ve vsi Kvášňovice založena v roce 1364 při původně románském kostelíku. V letech 1751–1768 byl kostel barokizován. ve 20. století přestal být do farnosti ustanovován sídelní kněz.

### Současnost
Farnost Kvášňovice je součástí kollatury farnosti Horažďovice, odkud je vykonávána její duchovní správa.
| Kostel                         | Místo           | Bohoslužba             | Bohoslužba             | Poznámka     |
| ------------------------------ | --------------- | ---------------------- | ---------------------- | ------------ |
| Kaple                          | Černice         | neslouží se pravidelně | neslouží se pravidelně | kaple        |
| Kaple sv. Antonína Paduánského | Defurovy Lažany | neslouží se pravidelně | neslouží se pravidelně | kaple        |
| Kostel sv. Bartoloměje         | Kvášňovice      | neděle                 | 9.30                   | farní kostel |
| Kaple                          | Maňovice        | neslouží se pravidelně | neslouží se pravidelně | kaple        |